# Simplicissimus
Simplicissimus foi uma revista semanal alemã satírica, com sede em Munique e fundada por Albert Langen em abril de 1896. Continuou a publicar até 1967, apesar de um hiato de 1944 a 1954. Tornou-se quinzenal em 1964. Recebeu o nome do protagonista do romance de 1668 de Grimmelshausen, O Aventuroso Simplicissimus.
Combinando conteúdo ousado e sendo também politicamente ousada, com um estilo gráfico brilhante, imediato e surpreendentemente moderno, Simplicissimus publicou o trabalho de escritores como Thomas Mann e Rainer Maria Rilke. Seus alvos mais confiáveis para a caricatura eram as rígidas figuras militares prussianas e as rígidas distinções sociais e de classe alemãs, vistas da atmosfera mais relaxada e liberal de Munique. Os colaboradores incluíram Hermann Hesse, Gustav Meyrink, Fanny zu Reventlow, Jakob Wassermann, Frank Wedekind, Heinrich Kley, Alfred Kubin, Otto Nückel, Robert Walser, Heinrich Zille, Hugo von Hofmannsthal, Heinrich Mann, Lessie Sachs, e Erich Kästner.

## Galeria

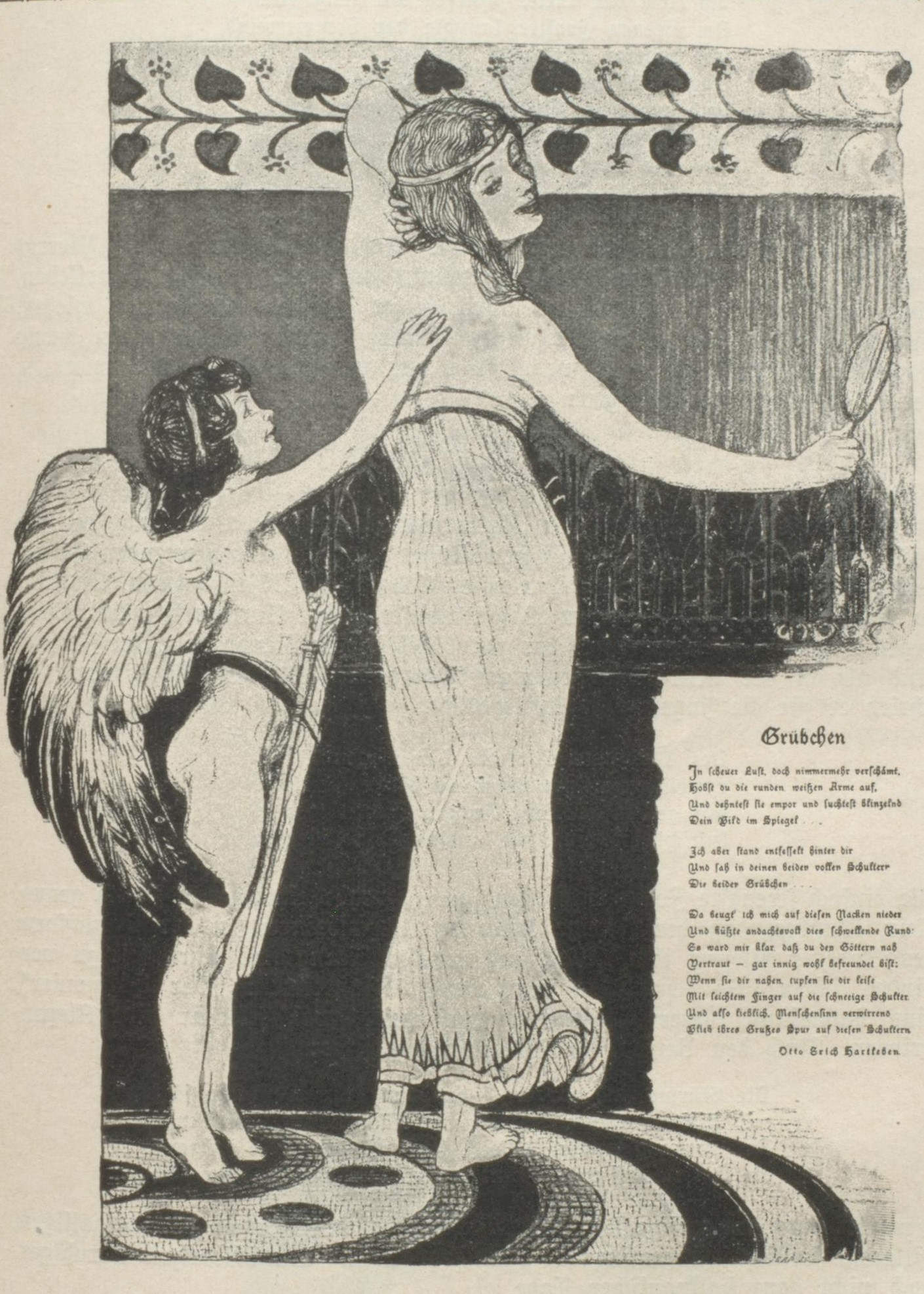
Ilustração de 1896.
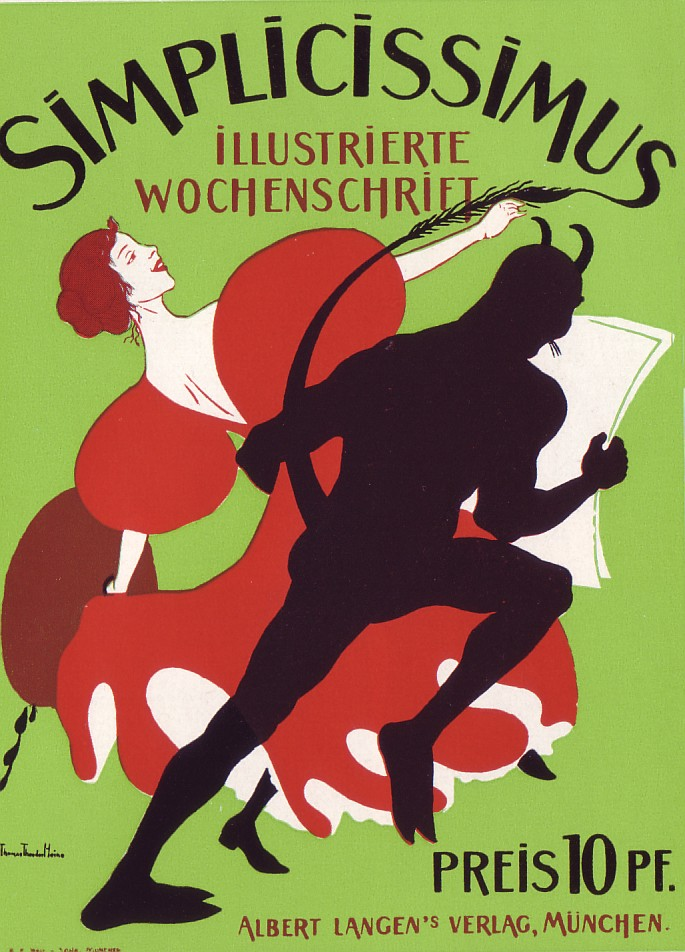
Capa de 1896.
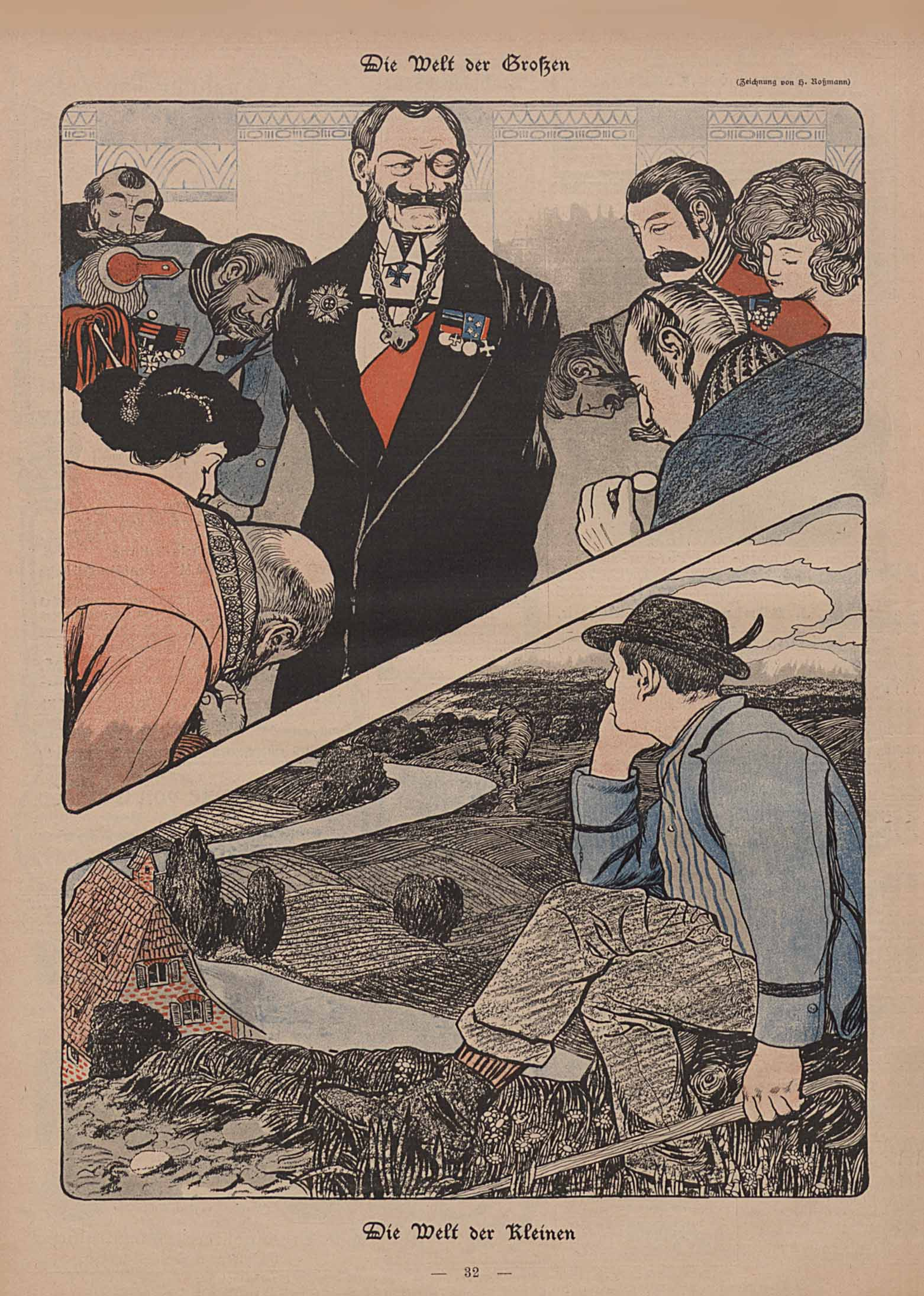
Desenho de 1898.
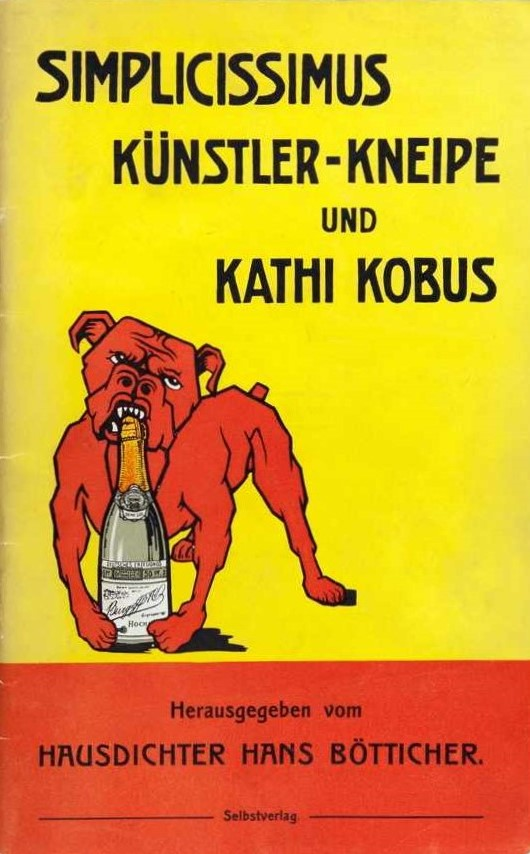
Capa de 1909.
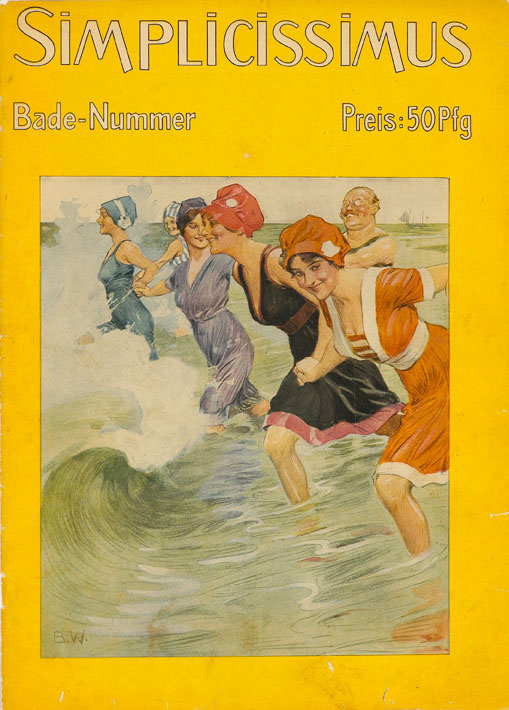
Capa de 1913.
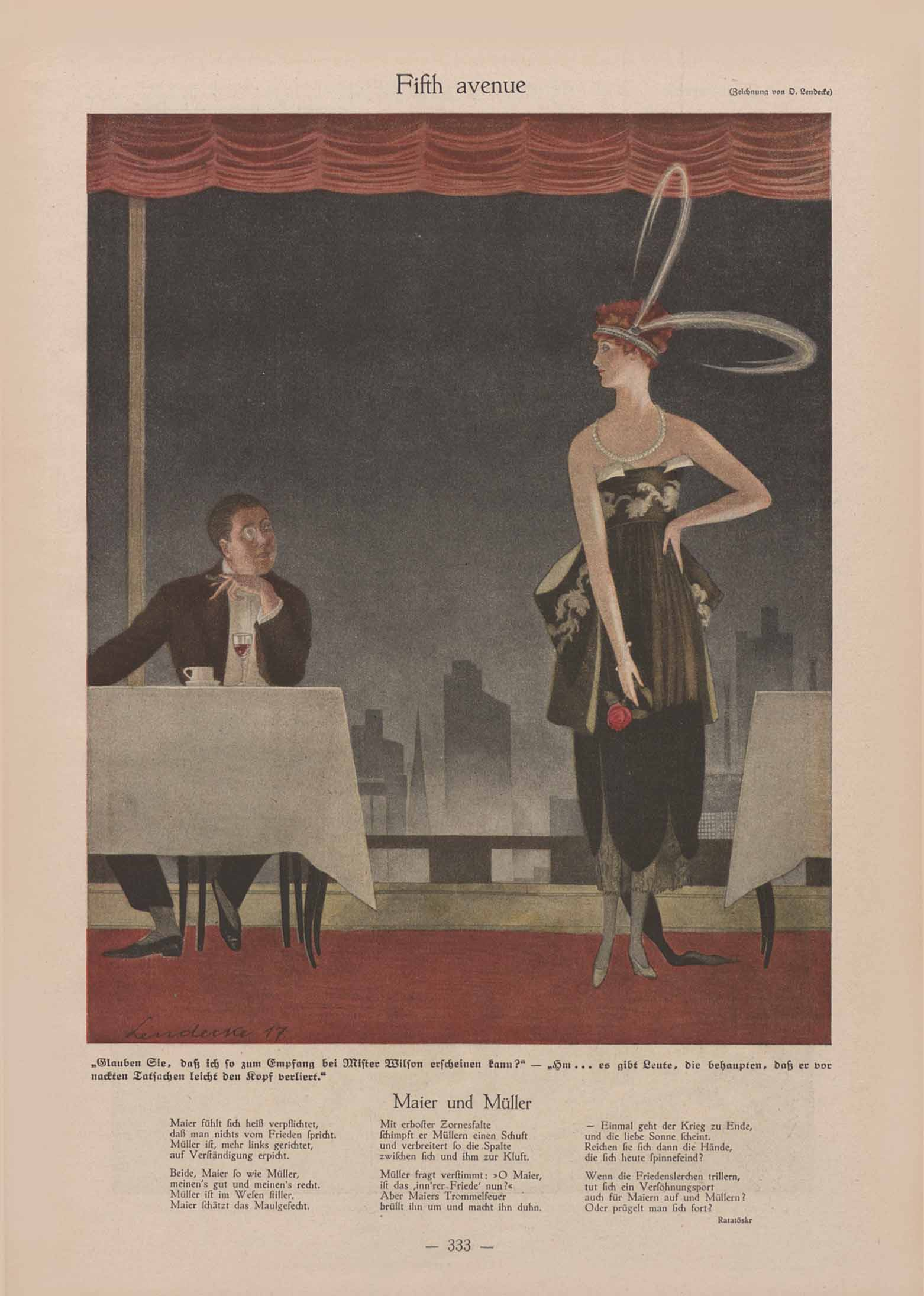
Ilustração de 1917.
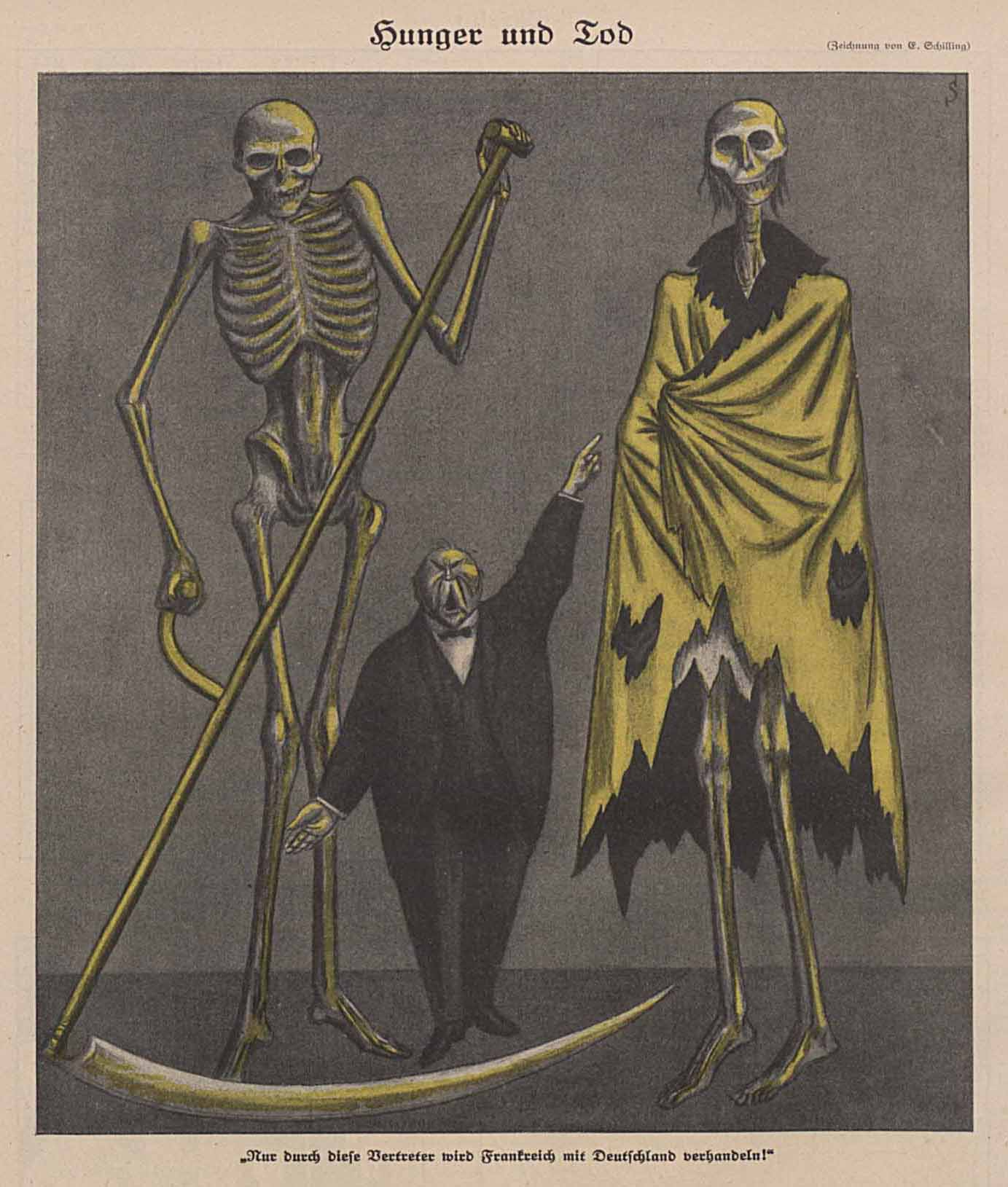
Desenho de 1923.
Capa de 1933.Capa de 1933.
Desenho de 1933.Desenho de 1933.
Desenho de 1934.Desenho de 1934.
Desenho de 1943.Desenho de 1943.
Desenho de 1943.Desenho de 1943.